# 東城寺
東城寺（とうじょうじ）は、茨城県土浦市東城寺にある真言宗系の単立寺院。山号は朝望山。院号は東光院。本尊は薬師如来。

## 由緒
796年（延暦15年）最仙の開山により常陸国における天台宗の根本道場として創建された。鎌倉時代に小田氏の祈願寺となり真言宗に改められたが、天正年間に佐竹氏が小田氏を滅ぼしたことでその保護を失った。江戸時代には江戸幕府から朱印状を与えられていた。薬師堂は慶安年間に再建された建物である。

## 文化財
- 県指定文化財
  - 木造高智上人坐像（有形文化財 彫刻）[2]
  - 石造灯籠（有形文化財 工芸品）[3]
  - 結界石（有形文化財 考古資料）[4]
  - 経塚群（記念物 史跡）[5]

## ギャラリー

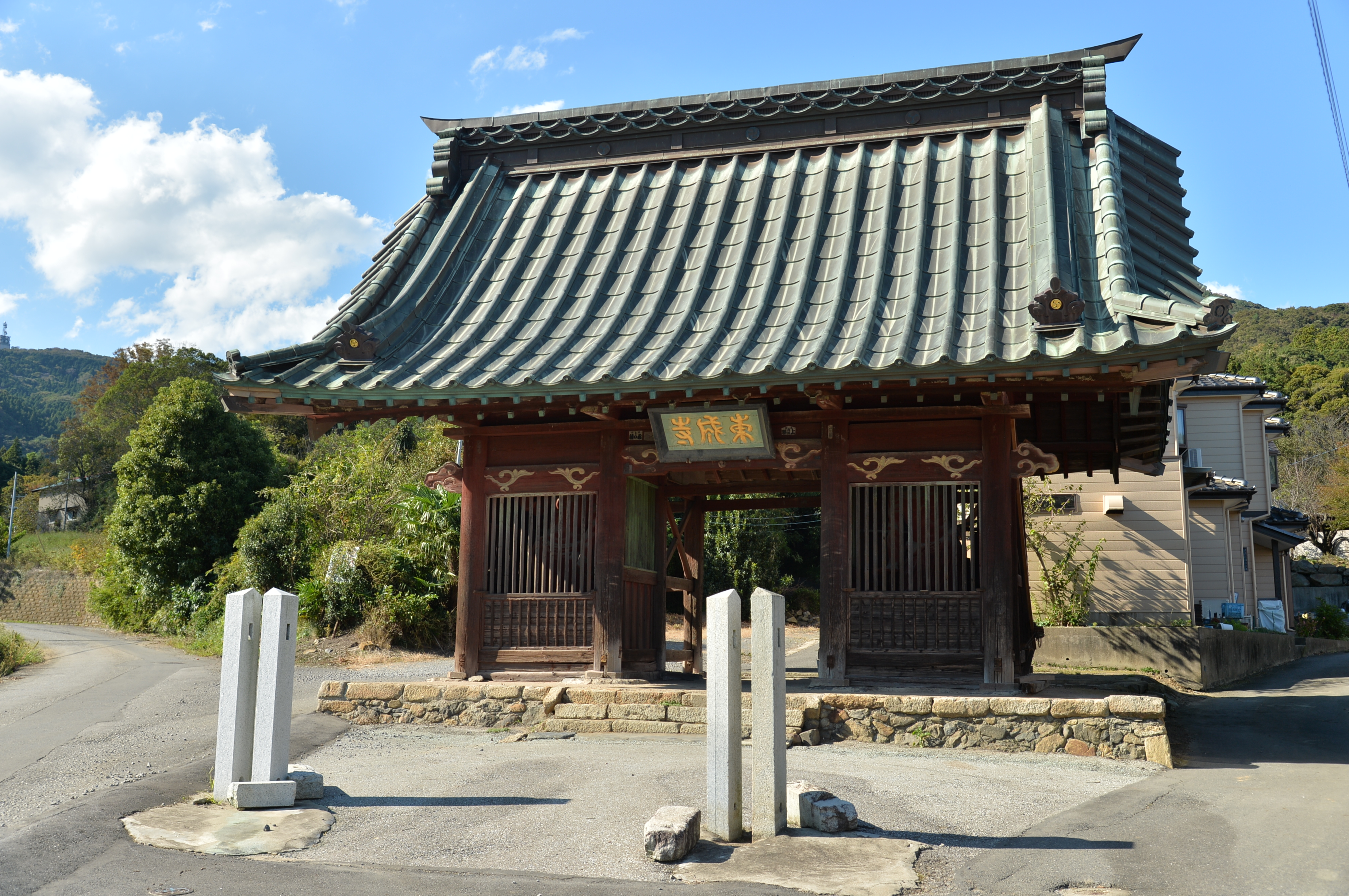
山門
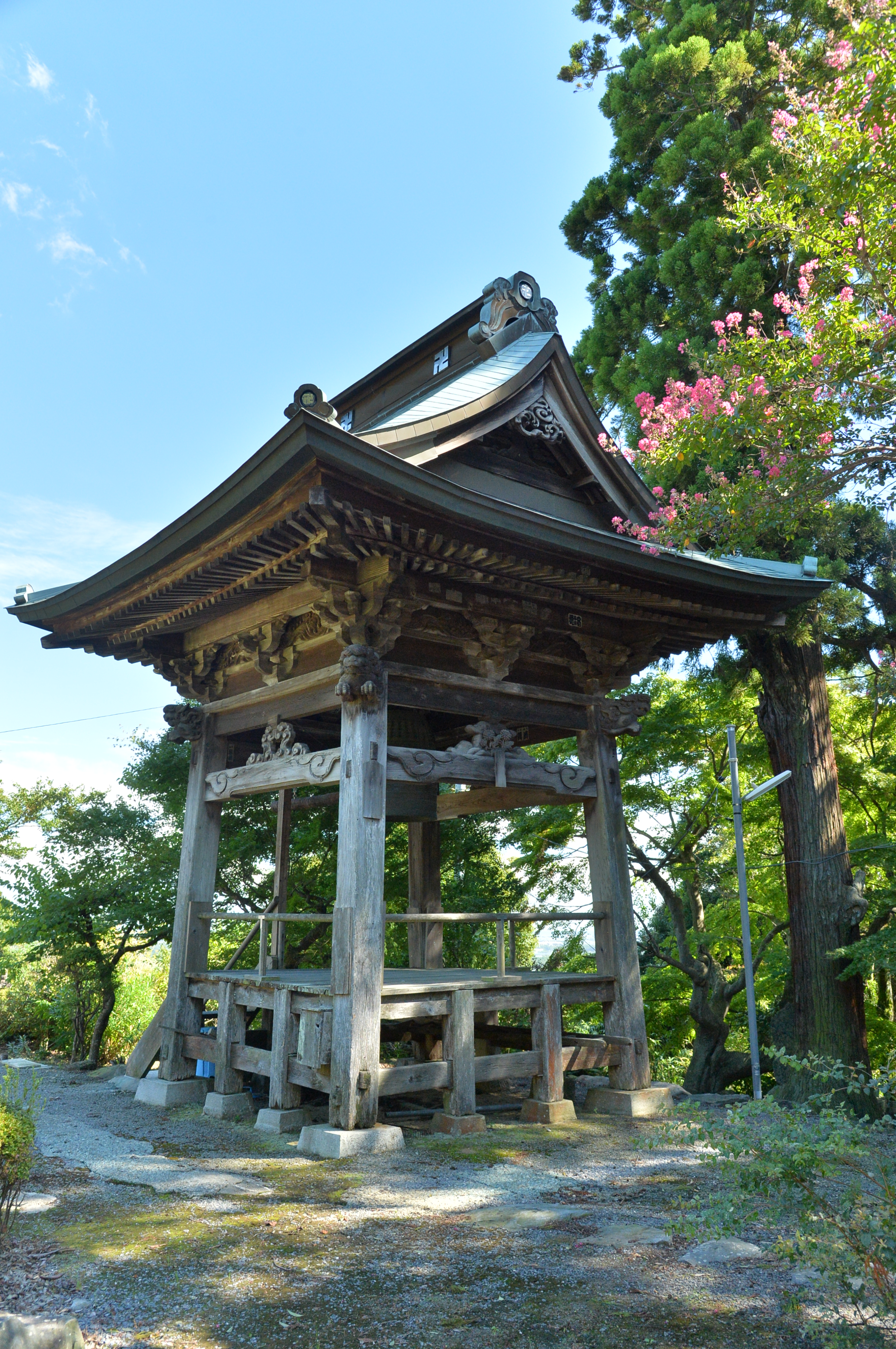
鐘楼
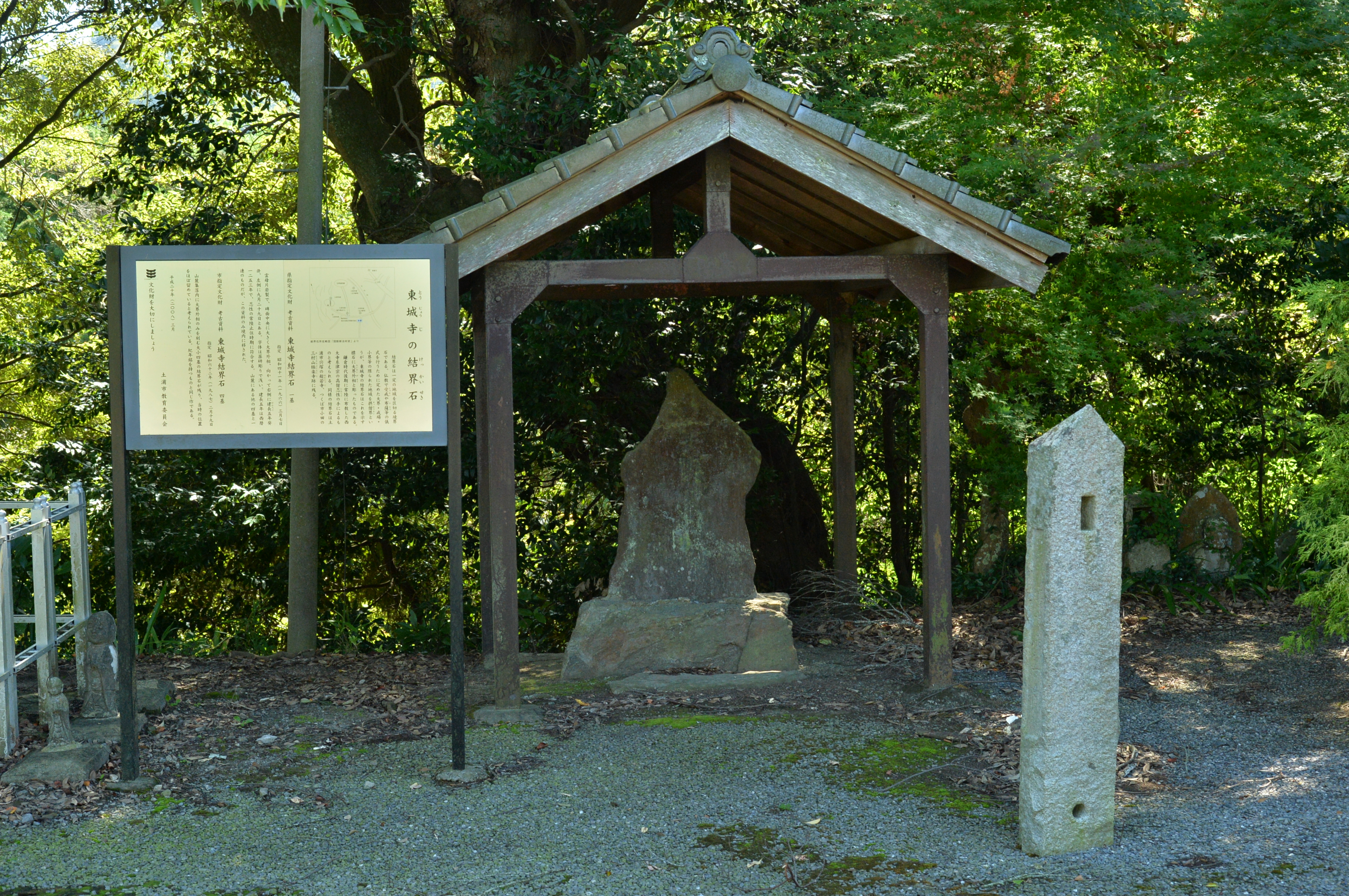
結界石（県指定文化財）